# Axel Fleisch
Axel Fleisch (* 6. Dezember 1968 in Langenhagen) ist ein deutscher Afrikanist.

## Leben
Er studierte an der Universität zu Köln zwischen 1989 und 1995 Afrikanistik, Geographie, allgemeine Sprachwissenschaft und Völkerkunde. Zwischen 2002 und 2004 war er Postdoktorand an der University of California, Berkeley. Er lehrt als Professor für Afrikanistik in Helsinki und Frankfurt am Main.

## Schriften (Auswahl)
- Lucazi grammar. A morphosemantic analysis. Köln 2000, ISBN 3-89645-038-7.
- mit Wilhelm Möhlig: The Kavango peoples in the past. Local historiographies from Northern Namibia. Köln 2002, ISBN 3-89645-353-X.
- als Herausgeber mit Rhiannon Stephens: Doing conceptual history in Africa. Oxford 2016, ISBN 978-1-78533-163-3.
- als Herausgeber mit Lotta Aunio: Linguistic diversity research among speakers of isiNdebele and Sindebele in South Africa. Helsinki 2019, ISBN 951-9380-95-7.